# Suomenlinna

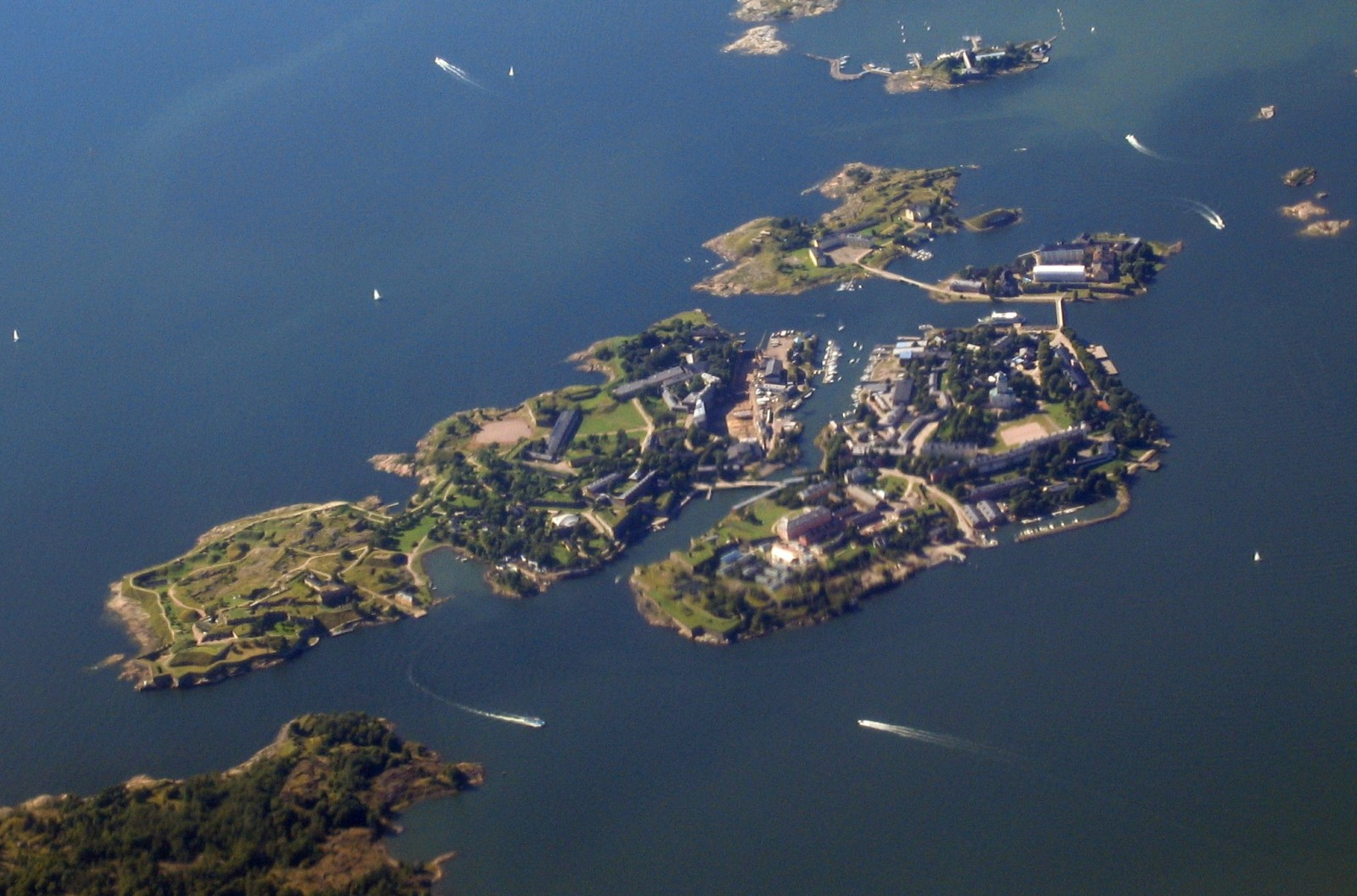
Suomenlinna vanuit de lucht

Kaart van het gebied

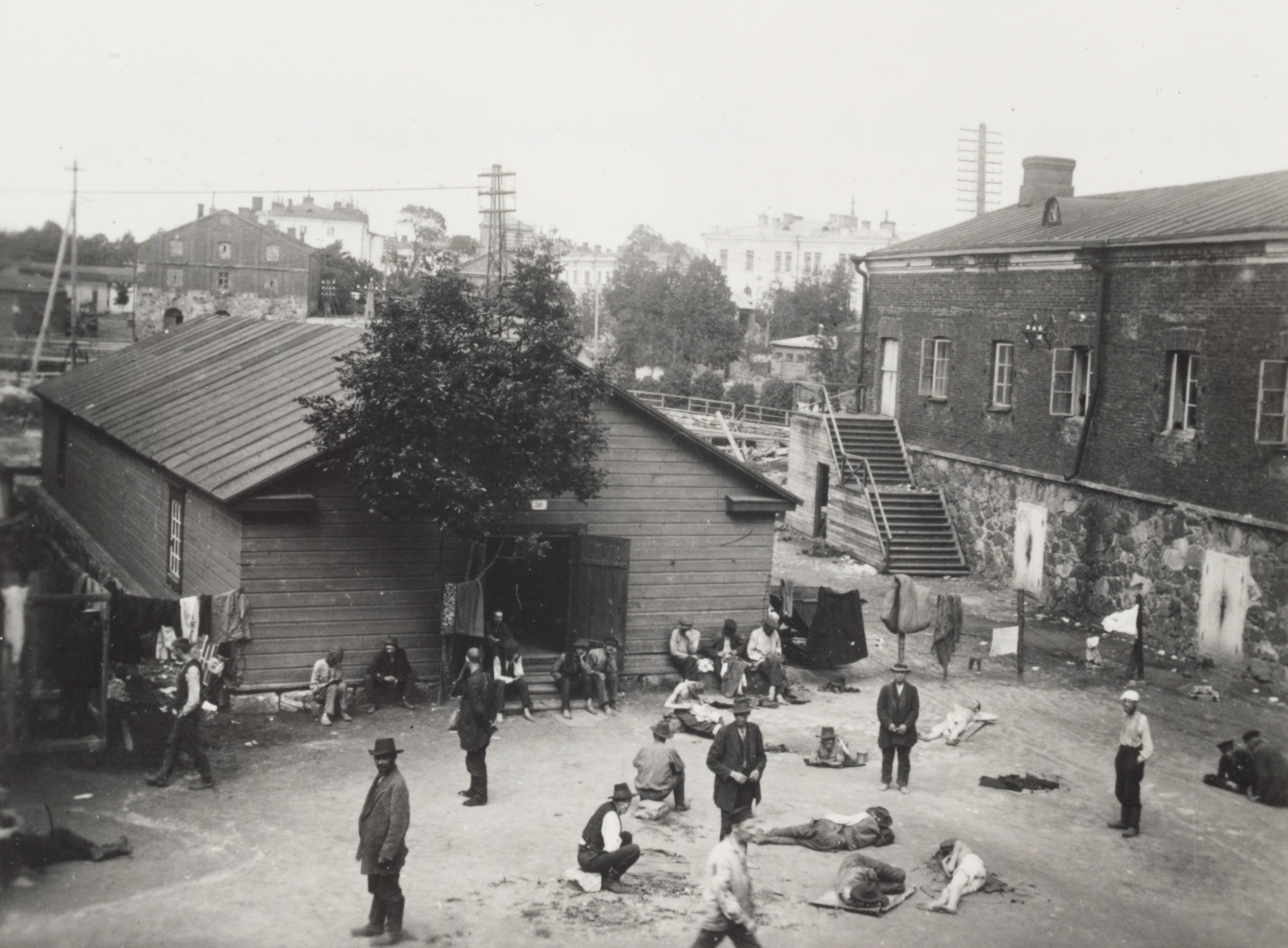
Krijgsgevangenkamp (1918)

Suomenlinna (Zweeds: Sveaborg) is een vesting die op zes eilanden voor de haven van Helsinki is gebouwd. Suomenlinna staat op de UNESCO-Werelderfgoedlijst, en is populair zowel bij toeristen als bij de lokale bevolking. Er wonen ongeveer 900 mensen op de verschillende eilanden, waarvan er 350 het hele jaar door op de eilanden werken. Naast een museum en een bibliotheek is er ook een marineschool.

## Geschiedenis
Zweden begon met de bouw van de vesting in 1748, toen Finland nog onderdeel van het Zweedse koninkrijk was. De architect was de luitenant-kolonel Augustin Ehrensvärd, die zijn ontwerp baseerde op ideeën van Vauban. De vesting was nodig geworden nadat Peter de Grote met de oprichting van Sint-Petersburg en Kronsjtadt een sterke maritieme positie in de Oostzee had ingenomen.

### Finse Oorlog
De Finse Oorlog begon met de inval van Russische troepen op 21 februari 1808. Ze rukten snel op en op 2 maart werd Helsinki ingenomen door 2000 Russische soldaten. De Zweedse commandant Carl Olof Cronstedt (1756-1820) had een garnizoen van 2500 man en verder nog 4000 Zweedse soldaten onder zijn bevel. Zijn opdracht was de vesting zo lang als mogelijk in handen te houden en hij had voldoende munitie- en voedselvoorraden om een langdurige belegering te weerstaan. Op 19 maart nam de Russische artillerie de vesting onder vuur, maar dit leidde niet tot significante schade. Ondanks zijn sterke positie en numerieke overmacht ging Cronstadt op 23 maart onderhandelen met de Russen en op 6 april werd een conditionele wapenstilstand afgesproken. Zou er geen Zweedse versterking komen dan volgde de overgave van de vesting op 3 mei. Er kwamen echter geen Zweedse schepen en volgens afspraak viel de vesting in Russische handen. Deze overgave werd in 1809 gevolgd door de Vrede van Fredrikshamn, waardoor Finland een autonoom hertogdom binnen het Russische Keizerrijk werd en 600 jaar Zweedse heerschappij over Finland werd afgesloten.
Onder Russische heerschappij werd de vesting uitgebreid, er kwamen kazernes, een kerk en een ziekenhuis. Op sommige momenten waren er zo'n 13.000 soldaten aanwezig.

### Krimoorlog
De vrede werd beëindigd door de Krimoorlog (1854-1856). Geallieerde strijdkrachten van Frankrijk en Engeland bombardeerden de vesting van 9 tot 11 augustus 1855. De schepen lagen buiten het bereik van de kanonnen van Svaeborg. In die twee dagen vuurden de geallieerden 20.000 kanonskogels af en vielen er 62 doden en 199 gewonden aan de Russische kant. Suomenlinna raakte zwaar beschadigd, maar het werd niet veroverd en bleef dus in Russische handen. Na de Krimoorlog werd Suomenlinna gerestaureerd en opnieuw uitgebreid.

## Bij Finland
In juli 1906 brak een grote muiterij uit - de Suomenlinna-opstand - onder de Russische soldaten op het fort. De muiterij was een nasleep van de Russische revolutie van het jaar ervoor. Na de Russische Revolutie van 1917 werd Suomenlinna op 12 mei 1918 overgedragen aan het onafhankelijke Finland.
Na de Finse burgeroorlog in 1918 werd de vesting gebruikt als kamp voor krijgsgevangenen van de Rode Garde. Van de ongeveer 8000 gevangenen op het eiland werden er ongeveer tien ter dood veroordeeld. Er heerste in Finland een hongersnood en ook in het kamp was te weinig voedsel. Meer dan 1500 gevangenen kwamen om het leven omdat ze uitgehongerd waren of in epidemieën omkwamen. In 1919 verlieten de laatste krijgsgevangenen het kamp en werd de eerste Finse vlag over het vesting gehesen. In 2004 werd een gedenkteken onthuld, ontworpen door de kunstenaar Marja Kanervo, ter nagedachtenis aan de 1500 mensen die zijn overleden in het kamp.

## Naam
Oorspronkelijk heette de vesting in het Zweeds Sveaborg, wat vrij vertaald Zwedenburcht betekent. De Finse naam was Viapori. Toen Finland in 1917 onafhankelijk werd, werd de Finse naam om nationalistische redenen in Suomenlinna veranderd, wat Fort van Finland betekent.

## Bezienswaardigheden
- Kerk van Suomenlinna
- Koningspoort
- Suomenlinnamuseum
- Ehrensvärdmuseum
- Militaire manege
- Vesikko

## Geboren
- Robert Stigell